# Coelogyne hitendrae
Coelogyne hitendrae là một loài thực vật có hoa trong họ Lan. Loài này được S.Das & S.K.Jain mô tả khoa học đầu tiên năm 1978.